# Бурцев, Владимир Иванович
Владимир Иванович Бурцев — советский хозяйственный и государственный деятель, лауреат Государственной премии СССР за выдающиеся достижения в труде.

## Биография
Родился в 1941 году в посёлке Иннокентьевка. Член КПСС.
В 1958—2017 годах — ученик фрезеровщика, фрезеровщик Комсомольского-на-Амуре авиационного производственного объединения имени Ю. А. Гагарина.
За важные достижения в труде, высокую эффективность производства и качество работы, личный вклад в дело создания экономичных и производительных машин и механизмов был в составе коллектива удостоен Государственной премии СССР за выдающиеся достижения в труде 1982 года.
Почетный гражданин города Комсомольска-на-Амуре (1987).
Умер в 2017 году в Комсомольске-на-Амуре.

## Награды
- Орден Ленина
- Орден Дружбы народов
- Орден Трудовой Славы III степени